# Handley Page H.P.15

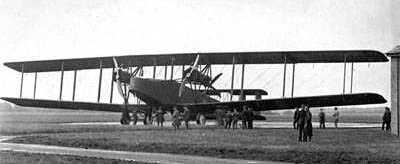
Handley Page V/1500

Die Handley Page V/1500 (H.P.15) war ein schweres britisches Bombenflugzeug, das zum Ende des Ersten Weltkrieges im Jahre 1918 in Dienst gestellt wurde.

## Geschichte
Sie war das Nachfolgemodell der Handley Page O/400 von 1916 und sollte von Flugfeldern in Ostengland nach Berlin fliegen. Die Royal Air Force bezeichnete sie als Super Handley. Der Grundentwurf erinnerte stark an die Zeppelin (Staaken) R.VI, obwohl nie ein Muster dieses Typs in britische Hände gelangt war. Der Erstflug erfolgte Anfang Mai 1918.
Konstruktiv war die V/1500 stark  an die R.VI angelehnt, hatte  aber weitaus bessere Motoren. Die V/1500 verwendete wie die Zeppelin Staaken R VI zwei Motorgondeln mit vier Rolls-Royce-Eagle-VIII-Motoren zu je 280 kW (380 PS). Sie besaß zwei Zug- und zwei Druckpropeller. Das Flugzeug war schwer bewaffnet, Bordschützen saßen in der Flugzeugnase, auf dem Rumpfrücken, in Bauchlage unten im Rumpf sowie im Heck.
Drei Maschinen wurden im Oktober 1918 an das No. 166 Squadron der RAF in Bircham Newton, Norfolk geliefert. Am 8. November sollten die Maschinen nachts Berlin bombardieren und danach Prag. Allerdings hatte Österreich-Ungarn bereits kapituliert, so dass der Flug nunmehr über Berlin nach Düsseldorf gehen sollte. Der Flug wurde allerdings aus technischen Gründen abgesagt, da die Motoren getauscht werden mussten. Auch die Flüge am nächsten Tag unterblieben deshalb. Der Waffenstillstand mit  Deutschland verhinderte letztendlich den Angriff.
Ein Flugzeug, die J1936 Old Carthusian, wurde im Dezember 1918 von Major A.C.S. Maclaren und Captain Robert Halley von England nach Indien überführt. Der Flug startete am 13. Dezember und führte über Rom, Malta, Kairo und Bagdad nach Karatschi, das sie am 30. Dezember erreichten.
Das Flugzeug spielte im Dritten Anglo-Afghanischen Krieg eine Rolle. Von Risalpur flogen am 24. Mai 1919 Captain Robert Halley als Pilot und Leutnant E. Villiers als Beobachter in drei Stunden nach Kabul. Sie hatten acht 50-kg- und 26 9-kg-Bomben an Bord, die sie auf den königlichen Palast in Kabul abwarfen. Der materielle Schaden war gering. Einige Tage später bat der afghanische König Amanullah Khan um Frieden. Der Krieg endete am 8. August 1919 mit dem Vertrag von Rawalpindi.
Insgesamt wurden sechzig V/1500 gebaut und später durch Vickers Vimy ersetzt. Die J1936 wurde in Indien ein Opfer von Termiten; diese zerfraßen die Maschine.

## Militärische Nutzung
Vereinigtes Königreich
- Royal Air Force

## Technische Daten
| Kenngröße             | Daten                                                                |
| --------------------- | -------------------------------------------------------------------- |
| Besatzung             | 5–7                                                                  |
| Länge                 | 19,51 m                                                              |
| Flügelspannweite      | 38,40 m                                                              |
| Tragflügelfläche      | 278 m²                                                               |
| Höhe                  | 7,01 m                                                               |
| Antrieb               | 4 × 12-Zylinder-V-Motor Rolls-Royce-Eagle, je 380 PS (280 kW)        |
| Höchstgeschwindigkeit | 159 km/h in 2.000 m (6.500 Fuß) Höhe                                 |
| Reichweite            | 2.092 km                                                             |
| Dienstgipfelhöhe      | 3.355 m                                                              |
| Leermasse             | 7.983 kg                                                             |
| Startmasse            | 13.608 kg                                                            |
| Bewaffnung            | 4–8 × 7,7-mm-Lewis-MG max. 3.402 kg Bomben im internen Waffenschacht |